# Majków-Folwark
Majków-Folwark (prononciation [ˈmai̯kuf ˈfɔlvark]) est un village de la gmina de Grabica, du powiat de Piotrków, dans la voïvodie de Łódź, situé dans le centre de la Pologne.
Sa population s'élevait approximativement à 150 habitants en 2006.

## Administration
De 1975 à 1998, le village était attaché administrativement à l'ancienne voïvodie de Piotrków. Depuis 1999, il fait partie de la nouvelle voïvodie de Łódź.